# GTF3C4
GTF3C4‏ (General transcription factor IIIC subunit 4) هوَ بروتين يُشَفر بواسطة جين GTF3C4 في الإنسان.

## التفاعل
لقد ثبت أن GTF3C4 يتفاعل مع GTF3C2 وGTF3C1 وPOLR3C وGTF3C5.